# Drytoolen
Drytoolen is een vorm van ijsklimmen, maar dan zonder ijs. Dit wordt meestal gedaan op een houten wand of met behulp van extra stevige grepen op een houten plaatje. Tijdens het drytoolen wordt er gebruikgemaakt van een ijsbijl in iedere hand.